# 巴特苏尔察
巴特苏尔察（德語：Bad Sulza，發音：[baːt ˈzʊltsa] ⓘ）是德国图林根州魏玛地区县的城市，面积94.1平方千米，2023年12月31日人口为8,161人。2012年12月31日，市镇奥尔施泰特、弗卢尔施泰特、盖布施泰特、赖斯多夫和维克施泰特并入巴特苏尔察。2019年1月1日与12月31日，市镇克德里奇和萨勒普拉特分别并入巴特苏尔察。2023年1月1日，市镇兰施泰特并入巴特苏尔察。